# Мітч (ураган)
Ураган Мітч (англ. Hurricane Mitch) — найсильніший тропічний циклон сезону 1998 року на Атлантичному океані, із максимальними постійними вітрами 80 м/с. Це був 13-тий тропічний шторм, дев'ятий ураган і третій сильний ураган сезону. На той час Мітч був найсильнишим атлантичним ураганом, спостереженим в жовтні, хоча пізніше цей рекорд був побитий ураганом Вільма 2005 року. Також це сьомий найсильніший атлантичний ураган за всю історію спостережень (станом на 2010 рік).
Мітч сформувався на заході Карибського моря 22 жовтня та за дуже сприятливих умов швидко досяг 5 категорії за шкалою Саффіра-Сімпсона. Після руху на південний захід та ослаблення ураган вийшов на берег у Гондурасі як ураган 1 категорії. Потім він пройшов через кілька країн Центральної Америки, відновився в затоці Кампече, пройшов Флориду як тропічний шторм та після перетворення на позатропічний циклон остаточно затухнув на півночі Атлантичного океану.
Через свій повільний рух з 29 жовтня по 3 листопада, ураган привів до рекордних опадів у Гондурасі, Гватемалі та Нікарагуа, що на певних ділянках досягали 1900 мм. Через катастрофічну повінь він став другим найруйнівнішим атлантичним ураганом за всю історію, від нього загинуло 11 тис. осіб та ще близько 11 тис. вважалися зниклими безвісти на кінець 1998 року. Станом на 2008 рік офіційна кількість жертв склала 19325, тоді як частина жертв могла залишитися непідрахованою. Крім того, 2,7 млн осіб залишилися без даху над головою. Економічні збитки від повені досягли 5 млрд доларів США за цінами 1998 року.
| Погода | Це незавершена стаття з метеорології. Ви можете допомогти проєкту, виправивши або дописавши її. |